# Облога Галича (1229)
Облога Галича (1229) — перше самостійне захоплення Галича Данилом Романовичем в угорців у ході війни за повернення ним батьківської спадщини у 1229 році.

## Історія
У 1227 році ще за життя Мстислава Удатного Галич мирним шляхом був переданий угорському королевичу Андрашу, хоча історики іноді використовують термін «заповіт». Після смерті Мстислава у 1228 році Данило Романович і сам став претендувати на Галич. У 1228 році він витримав облогу з боку київських, чернігівських і пінських військ, що були в союзі з угорцями, а союзних їм половців направив грабувати галицьку землю. Пізніше Данило з допомогою поляків провів похід на Київ (а в наступному році надав полякам допомогу у внутрішньополітичній боротьбі). На думку Миколи Костомарова, з цього моменту Володимир Рюрикович київський став союзником Данила.
У 1229 році галичани закликали Данила на князювання, скориставшись від'їздом лояльного до угорців боярина Судислава до Пониззя. Даниловий воєвода, боярин Дем'ян був спрямований на Пониззя проти Судислава, а сам Данило зібрав галицькі і волинські війська під містом. Місто було взято. Здійснений Белою IV після цього похід на Галицьку землю закінчився невдачею.